# 4364 Shkodrov
4364 Shkodrov је астероид главног астероидног појаса чија средња удаљеност од Сунца износи 2,328 астрономских јединица (АЈ).
Апсолутна магнитуда астероида је 14,1.